# Pedro Santana
Pour la localité dominicaine, voir Pedro Santana.
Pedro Santana Familias (Hinche, 1801- Santo Domingo, 1864) était un militaire et homme d'État dominicain, né dans la ville frontalière de Hinche (une ville d'Haïti). Il fut le premier chef d'État dominicain.
Santana se caractérisait par ses grands talents militaires, ses tendances d'homme fort, son annexionnisme et sa méticulosité dans les affaires publiques. Ses actions politiques furent critiquées par beaucoup d'historiens ; cependant on ne peut douter qu'il ait été un grand soldat, entre autres par sa participation à de nombreuses batailles : La Bataille du 19 mars 1844 (Azua) et la Bataille de Las Carreras. Il a également combattu avec distinctions pendant la Révolution du 7 juillet 1857, lorsque les habitants du Cibao placèrent l'armée révolutionnaire sous son commandement.
Il est l'un des personnages clés de l'indépendance dominicaine, sa victoire sur les troupes haïtiennes permet la création de l'État de République dominicaine. Au pouvoir durant 18 ans, il gouverna le pays d'une main de fer mais accorda beaucoup de liberté à son peuple. Il organisa de nouveau la défense de son pays lors de la guerre dominicano-haïtienne et battu les armées de l'empereur Faustin Ier d’Haïti. 
Populaire au début de son règne, il finit par être renversé par un coup d'État militaire en 1862. Il est assassiné par des opposants républicains en 1864.

## Biographie
Ses parents étaient Pedro Santana et Petronila Familias, propriétaires fonciers de la zone frontalière. Vers 1805, Santana émigra avec sa famille vers le Cibao, et plus tard, dans la région d'El Seibo, partie orientale du pays, où il est par la suite devenu chapelier, puis militaire. Son père combattit comme capitaine lors de la Bataille de Palo Hincado. Il avait un frère jumeau, Ramón Santana, qui mourut subitement le 15 juin 1844.
Les frères Santana furent approchés par Juan Pablo Duarte, en raison de leur influence dans la région Est du pays et de leur volonté libératrice et Pedro Santana fut nommé colonel. En 1844, il commandait la principale force armée du pays, composée de soldats originaires pour la plupart de l'Est du pays (El Seibo, Hato Mayor del Rey et Higüey). 
Santana participa à la signature de manifeste du 16 janvier 1844, sur les motifs de séparation de la région Est de l'île vis-à-vis d'Haïti. Après la déclaration d'indépendance du 27 février 1844, Pedro Santana regagna Santo Domingo avec ses troupes. Le 7 mars 1844, la Junte centrale, présidée par Tomás Bobadilla y Briones le nomma chef de l'expédition de la frontière sud. Le 19 mars 1844, Santana et ses 2 500 hommes s'unirent aux troupes de Vicente Noble et Antonio Duvergé (es) pour repousser les Haïtiens lors de la célèbre bataille d'Azua.
Cependant, le retrait supposé stratégique des troupes de Pedro Santana ne fut pas apprécié par Juan Pablo Duarte et l'opposition entre les deux hommes ne fit qu'empirer au fil des jours. Le 9 juin 1844, il fut destitué de ses fonctions. Cependant, il marcha avec ses troupes vers la capitale, qui n'opposa aucune résistance, et se fit proclamer président de la Junte centrale de gouvernement, le 16 juillet 1844. Tous les partisans de La Trinitaire furent déclarés traîtres de la patrie, les Pères de la Patrie furent écartés du pouvoir, emprisonnés ou déportés.

### Carrière politique

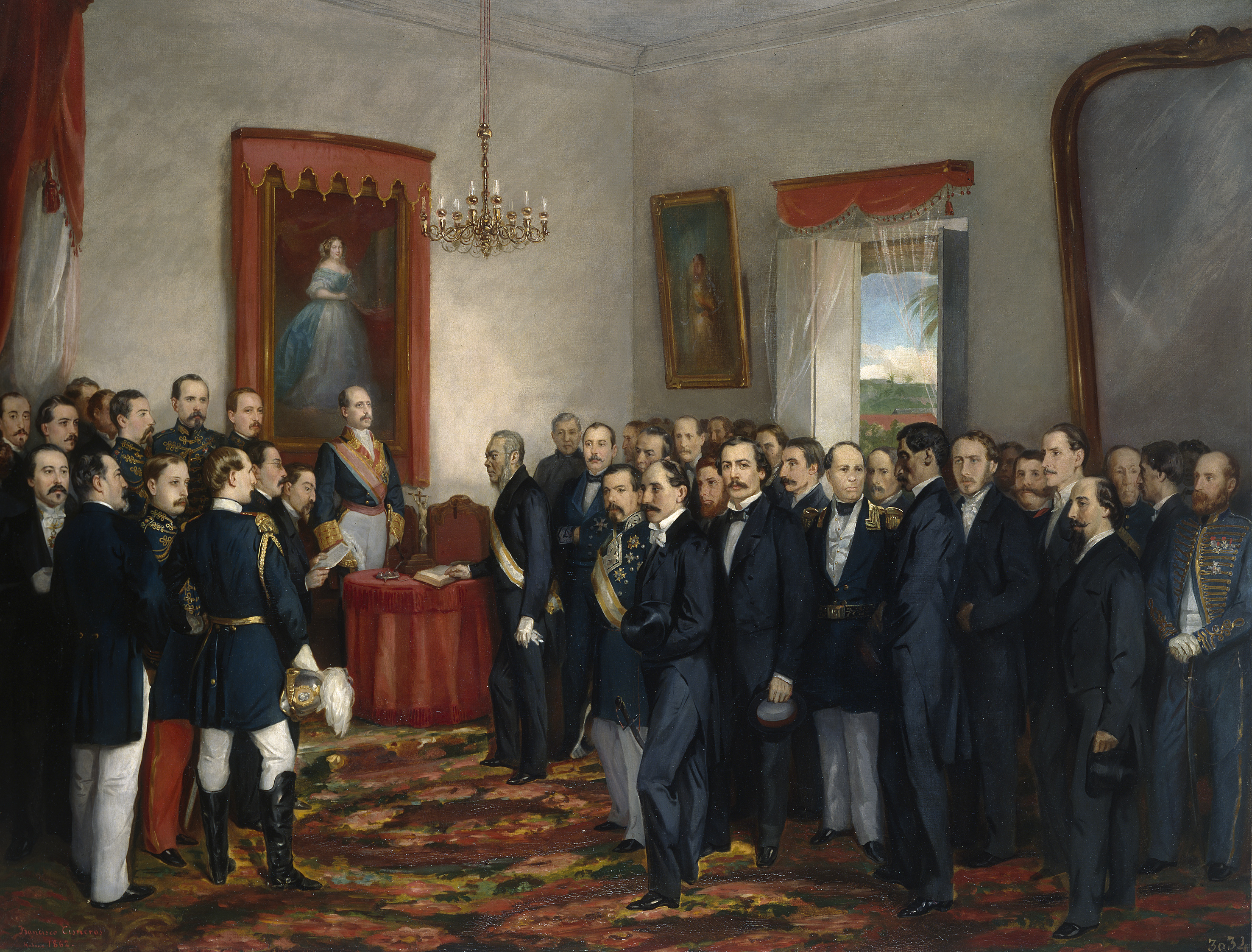
Santana prêtant serment comme chef d'État de la République dominicaine (1844).

Après qu'il eut encerclé militairement l’assemblée nationale qui rédigeait le projet de constitution, et avec la médiation de Bobadilla, l’assemblée accepta de faire passer un article dans la constitution qui donnait pleins pouvoirs au président de la république pour prendre toutes les décisions qu’il considérait nécessaires pour la défense de la patrie. 
Santana se fit élire comme premier chef d'État constitutionnel de la république le 14 novembre 1844, date à laquelle eut lieu la dissolution de la Junte Centrale de Gouvernement. C’est la vraie naissance de l’État dominicain, avec ses différents pouvoirs, législatif, exécutif et judiciaire.
Le 27 février 1845, pour le premier anniversaire de l'indépendance de la République dominicaine, il fit fusiller María Trinidad Sánchez et Andrés Sánchez, la tante et le frère du patriote Francisco del Rosario Sánchez, accusés de conspiration contre l'État. Il gouverna ainsi de manière dictatoriale, justifiant ses actes par la crainte de nouvelles invasions.
Il dirigea le pays durant 18 années. En 1848, une révolte mené par Francisco del Rosario Sánchez, le Père de la Patrie, secoue le pouvoir de Santana. La révolte finit par être réprimé et Santana conserve son pouvoir à la tête du pays.

#### Les années au pouvoir

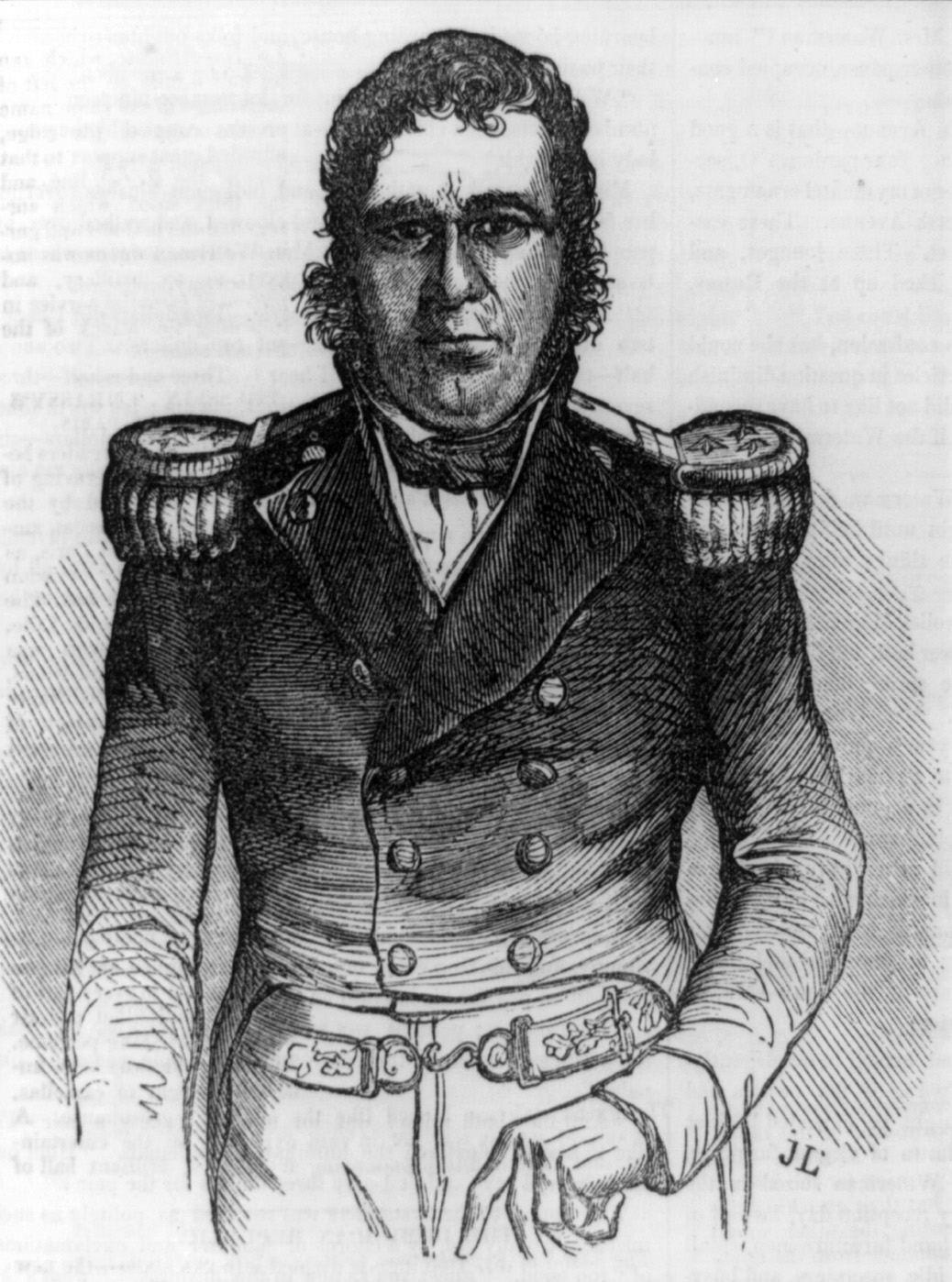
Gravure de Santana vers 1854.

Il usa une nouvelle fois de ses qualités militaires pour remporter la bataille de El Número, dans la province d'Azua, aux côtés de Duvergé (es), le 17 avril 1849, puis celle de Las Carreras (en), près de la rivière d'Ocoa, le 23 avril 1849 ,.
Devant la menace d'une nouvelle invasion haïtienne, Pedro Santana forma une nouvelle armée et une garde personnelle.
Gouvernant toujours de manière despotique et arbitraire, il perd de sa popularité. Il tenta de gagner la protection des États-Unis. L'Espagne, qui pourtant ne montrait jusqu'alors pas un grand intérêt pour la République dominicaine, se préoccupa finalement de son ancienne colonie, engendrant des crises diplomatiques entre les deux pays.

#### Consolidation du pouvoir et chute
La Révolution du 7 juillet 1857 plongea le pays dans une grave crise. Le général Santana organisa un nouveau coup d'État le 28 juillet 1858 et pris les pleins pouvoirs.
Santana organisa des élections qu'il remporta le 31 janvier 1859. Par crainte d'une nouvelle invasion haïtienne, Santana chercha une fois encore la protection de l'Espagne. Le protectorat espagnol en 1861 permit à Santana de consolider son pouvoir. Il fut désigné chef suprême du pays, mais se rendit vite compte que cette manœuvre politique lui avait fait perdre le pouvoir. L'émission démesurée de papier-monnaie, l'augmentation de la dette publique et des frais d'administration, la baisse de l'activité économique furent le point de départ d'un mouvement de protestation générale et le début de la Guerre de la Restauration. Santana fut renversé par un violent coup d'État militaire le 20 juillet 1862.
Il fut assassiné le 16 juillet 1864 à Santo Domingo par des opposants républicains qui l'accusent de vouloir reprendre le pouvoir. Il fut enterré dans le Fort Ozama. Ses restes reposent dans le Panthéon de la Patrie.